# Liste der Monuments historiques in Saint-Yzans-de-Médoc
Die Liste der Monuments historiques in Saint-Yzans-de-Médoc führt die Monuments historiques in der französischen Gemeinde Saint-Yzans-de-Médoc auf.

## Liste der Bauwerke
| Bezeichnung | Beschreibung | Standort | Kennzeichnung | Schutzstatus | Datum | Bild           |
| ----------- | ------------ | -------- | ------------- | ------------ | ----- | -------------- |
| Mariensäule | Erbaut 1856  | (Lage)   | PA00083906    | Inscrit      | 1991  | weitere Bilder |

## Liste der Objekte
- Monuments historiques (Objekte) in Saint-Yzans-de-Médoc in der Base Palissy des französischen Kultusministeriums